# Pokémon Platinum
Pokémon Platinum (ポケットモンスタープラチナ Poketto Monsutā Purachina), är ett Pokémonspel till Nintendo DS som är en uppföljare till/förbättrad nyutgåva av Pokémon Diamond and Pearl. Spelet är utvecklat av Game Freak och utgivet av Nintendo. Pokémon Platinum släpptes till Nintendo DS och började säljas i Japan den 13 september 2008, i Nordamerika den 22 mars 2009 och i Australien och Europa den 14 maj 2009.  
Spelets maskot är Giratina, som i detta spel fått en ny form, och spelar en central roll i spelets handling. 
I Pokémon Platinum får man enligt klassisk Pokémon-modell i början av spelet välja om man vill spela som en pojke eller flicka. Man får också välja en av tre olika startpokemon att börja med, i detta spel Turtwig, Chimchar eller Piplup. I spelet reser spelaren runt Sinnoh-regionen (som är baserad på den japanska prefekturen Hokkaido), med målet att besegra alla åtta gymledare, Elite Four, och den regerande Pokémonmästaren, för att själv bli regionens nya Pokémonmästare. Ett annat mål i spelet är att fånga alla Pokémon som finns, för att färdigställa sin Pokédex.  
Pokémon Platinum har fått i huvudsak positiv kritik, med höga betyg på bland annat Metacritic (84%) och Game Rankings (83.14%). Det har hyllats för sina tillägg och ändringar till Diamond och Pearls originalkoncept, men har också kritiserats för att vara för likt de tidigare spelen. IGN rankade spelet som det nionde bästa DS-spelet någonsin, och nominerade det som ett av de bästa DS-rollspelen 2009. Det var det snabbast säljande spelet i Japan när det kom ut; 7.06 miljoner exemplar såldes fram till den 31 mars 2010.